# Marina di Cecina
Marina di Cecina (formalmente Cecina Mare) è una frazione del comune di Cecina situata ad ovest del centro cittadino, al quale è collegata mediante una fascia urbanizzata che va dalla stazione ferroviaria al mare.
Stazione balneare sin dalla fine dell'Ottocento, Marina di Cecina è una rinomata meta di villeggiatura nel cuore della Costa degli Etruschi.
La località si trova tra il verde della campagna toscana e il mare, contornata da estese pinete marittime che si affacciano per circa quindici chilometri di litorale e che costituiscono la Riserva Naturale Biogenetica dei Tomboli di Cecina.
Le spiagge di Cecina Mare dal 2006 ricevono ogni anno il prestigioso riconoscimento della Bandiera Blu.

## Storia
(Amato Amati, Dizionario corografico dell'Italia (1870))
Si hanno notizie di una torre cinquecentesca del Granducato di Toscana che successivamente venne inglobata nella villa Ginori. L'abitato infatti sorse originariamente per volontà del marchese Carlo Ginori sulla sinistra della foce del fiume Cecina conosciuta come Bocca di Cecina, frazione del comune di Riparbella, su appezzamenti di sua proprietà avuti in concessione dal Granducato di Toscana, dove permise di stabilirvi una piccola colonia per la bonifica dei terreni maremmani e la pesca del corallo.
Risale al 1740 la costruzione di villa Ginori, progettata da Giovanni del Fantasia, all'interno della quale fu costruita una chiesa; nel 1755 fu la prima parrocchia all'interno di un territorio che si stava ingrandendo: la nascente tenuta del Fitto di Cecina (l'odierna Cecina), che era frazione di Bibbona. Nel 1785 venne costruita una vera chiesa all'esterno della villa e venne dedicata a san Giuseppe e affidata ai Frati Minimi.
Nel 1855 il nuovo abitato sviluppatosi lungo la via Aurelia iniziò ad avere molti abitanti, tanto che Leopoldo II costruì una nuova chiesa dedicata ai santi Giuseppe e Leopoldo con giurisdizione su tutta la zona, così che la chiesa della frazione venne spogliata di tutto e declassata a semplice "Cappellania". Ormai l'importanza del borgo sul mare era svanita e la nascente città di Cecina era una realtà.
Un'attività nascente, che si sviluppò a Marina nell'ultimo quarto del XIX secolo, fu proprio quella balneare. Carattere distintivo della embrionale stazione di villeggiatura, è che essa serviva prevalentemente la popolazione di Cecina, indizio della nascita di vere abitudini di carattere urbano, nella cittadina.
Le prime notizie di Marina di Cecina, stazione balneare estiva, risalgono al 1882, ma è chiaro che questa attività esisteva già da qualche anno. Nel 1890 venne istituito il servizio di "tramwai - omnibus" certamente a cavalli, dal paese a Marina, con otto corse giornaliere, in ciascun senso, e il giornale di Volterra scrisse che la spiaggia era popolata da "un'eletta schiera di signore e signorine".
Qualche anno dopo, nel 1893 un tale "Giannaccio", allora assai popolare a Cecina, impiantò il primo vero stabilimento balneare, che probabilmente consisteva in alcune cabine smontabili, e la stagione estiva di Marina divenne una vera istituzione.
All'inizio del XX secolo Marina di Cecina iniziò a svilupparsi come località balneare, collegata, appunto, al centro abitato di Cecina tramite tramvia a cavalli. Nel 1913 il centro costiero aveva già acquisito una vocazione turistica, con la presenza di strutture ricettive e balneari. Furono costruite ville, case, ristoranti e le prime strutture balneari costituite da rotonde e cabine da bagno. La crescita degli stabilimenti balneari si inserì in un più ampio processo di sviluppo urbanistico, che portò alla creazione di un vero e proprio insediamento marittimo, la "marina di Cecina" appunto, segnando l'inizio della moderna vocazione turistica della località. Gli stabilimenti balneari, seppur tardivi, rispetto a quelli della vicina Livorno, divennero elemento caratterizzante del litorale cecinese, contribuendo alla trasformazione del borgo costiero in una rinomata località di villeggiatura . Nel 1910 fu infatti inaugurato il viale che congiungeva la frazione con Cecina.
Nel periodo successivo alla seconda guerra mondiale, con il conseguente sviluppo economico e turistico, la frazione acquisì notevole importanza grazie alla costruzione di nuove case e villette legate soprattutto alla villeggiatura, che la saldarono all'abitato di Cecina.
Fu così che nel 1955, si manifestò nuovamente l'esigenza di disporre di una chiesa per i numerosi parrocchiani: pertanto, l'edificio sacro, ormai solo cappella, fu nuovamente consacrato al titolo di parrocchia e venne dedicata a sant'Andrea apostolo.